# Trusted Third Party
Eine Trusted Third Party (TTP, englisch für Vertrauenswürdige dritte Partei) ist in der Kryptographie eine dritte Instanz, der zwei Parteien vertrauen. Erst durch eine dritte, vertrauenswürdige Instanz lassen sich viele Probleme lösen, die sich bei dem Wunsch nach sicherer Übermittlung digitaler Daten ergeben.
In einer Public-Key-Infrastruktur entspricht eine Zertifizierungsstelle einer Trusted Third Party. In symmetrischen Kryptosystemen ist ein Key Distribution Center eine Trusted Third Party. Ein ähnlicher Begriff, der in der deutschsprachigen Literatur weitgehend synonym zu Trusted Third Party verwendet wird, ist Trustcenter.

## Aufgaben
TTPs sammeln Beweise über Transaktionen, bewahren diese auf und machen diese im Bedarfsfall zugänglich. Auf diese Weise können Streitigkeiten vorurteilslos (im Sinne der vorher getätigten Abmachungen) geschlichtet werden. Es gibt mehrere Einsatzmöglichkeiten für das TTP-Prinzip, z. B. zur Schlüssel- und Identitäts-Zertifizierung, in einem Time Stamp Protocol, als Beweishüter, Datentreuhänder, Zustellungsagent und „vollstreckendes“ Organ.
Der Einsatz einer TTP setzt voraus, dass diese gegen unautorisierte Zugriffe von außen abgesichert ist und deren kryptographische Schlüssel sicher aufbewahrt werden.

## Klassifizierung

In-line, on-line und off-line TTP

Menezes unterscheidet TTPs anhand ihrer Echtzeitinteraktion in einem kryptographischen Protokoll mit anderen Kommunikationsteilnehmern:
- Eine in-line TTP ist Mittelsperson und leitet Nachrichten zwischen zwei Kommunikationsteilnehmern weiter.
- Eine on-line TTP interagiert mit einem oder mehreren Kommunikationsteilnehmern, die zusätzlich direkt miteinander kommunizieren.
- Eine off-line TTP ist nicht an der Protokollkommunikation in Echtzeit beteiligt, hat jedoch vorab Informationen mit einem oder mehreren Kommunikationsteilnehmern ausgetauscht.